# Хорнблоуэр: Бунт
Лейтенант Хорнблоуэр: Бунт (англ. Hornblower: Mutiny) — пятый исторический драматический телевизионный фильм из сериала о приключениях Горацио Хорнблоуэр — офицера Королевского военно-морского флота Великобритании во время Французской революции и наполеоновских войн, снятый British broadcaster Meridian Television (Великобритания) в 2001 году на основе серии романов С.С. Форестера.
Премьера состоялась 8 апреля 2001 года.

## Сюжет
Война между Британией и Испанией продолжается в Новом Свете. Линейный корабль «Слава», на котором несёт службу лейтенант Горацио Хорнблоуэр, получает задание уничтожить базу испанцев в Санто-Доминго. По мере приближения к Вест-Индии капитан Сойер ведёт себя всё более странно: отдаёт противоречивые приказы и жестоко наказывает любого, кто пытается их оспорить. Постепенно капитан начинает подозревать своих офицеров в попытке поднять на корабле бунт.

## В ролях
- Йоан Гриффит — лейтенант Горацио Хорнблоуэр
- Джейми Бамбер — Арчи Кеннеди — четвёртый лейтенант
- Роберт Линдсэй — капитан Пеллью
- Дэвид Уорнер — капитан Джеймс Сойер
- Николас Джонс
- Пол Макганн — лейтенант Буш
- Филип Гленистер
- Пол Копли
- Шон Джилдер